# Martín Llaryora
Martín Miguel Llaryora (San Francisco, 6 ottobre 1972) è un politico argentino.
Dal 10 dicembre 2019 è sindaco di Córdoba, la seconda città dell'Argentina per numero di abitanti.

## Biografia
Nel 2002 si è laureato in Gestione Pubblica presso l'Università Cattolica di Córdoba, mentre nel 2009 si è laureato in giurisprudenza presso l'Università nazionale di Córdoba.
Eletto consigliere della città di San Francisco nel 2003, Llaryora ne divenne il sindaco quattro anni più tardi. Nel 2011 fu nominato presidente della sezione locale del Partito Giustizialista. L'11 dicembre 2013 fu nominato dal neoeletto governatore di Córdoba José Manuel de la Sota Ministro dell'Industria. Si è dimesso dall'incarico il 28 dicembre 2014 per riassumere l'incarico di sindaco di San Francisco.
In occasione delle elezioni provinciali del 2015 si è candidato come vice di Juan Schiaretti per la coalizione Unione per Córdoba. Nelle votazioni la formula Schiaretti-Llaryora ha vinto con il 39% delle preferenze. Due anni più tardi si è messo in aspettativa per candidarsi alla Camera dei deputati nazionale dov'è risultato eletto.
Nel 2019 Llaryora si è candidato alle elezioni comunali della città di Córdoba. Nelle votazioni del 12 maggio si è imposto con il 37% delle preferenze contro il candidato del PRO Luis Juez. Con questo risultato Llaryora è diventato il primo sindaco peronista della città dal 2003.
Nel 2023 si è candidato come governatore della provincia di Córdoba. Nelle votazioni del 25 giugno si è imposto sul candidato di JxC Juez con il 45,20% delle preferenze. La vittoria è stata confermata dal locale tribunale elettorale il 5 luglio successivo.